# Vinska Gora
Vinska Gora is een plaats in Slovenië en maakt deel uit van de gemeente Velenje in de NUTS-3-regio Savinjska. De plaats telde 425 inwoners op 1 januari 2020.

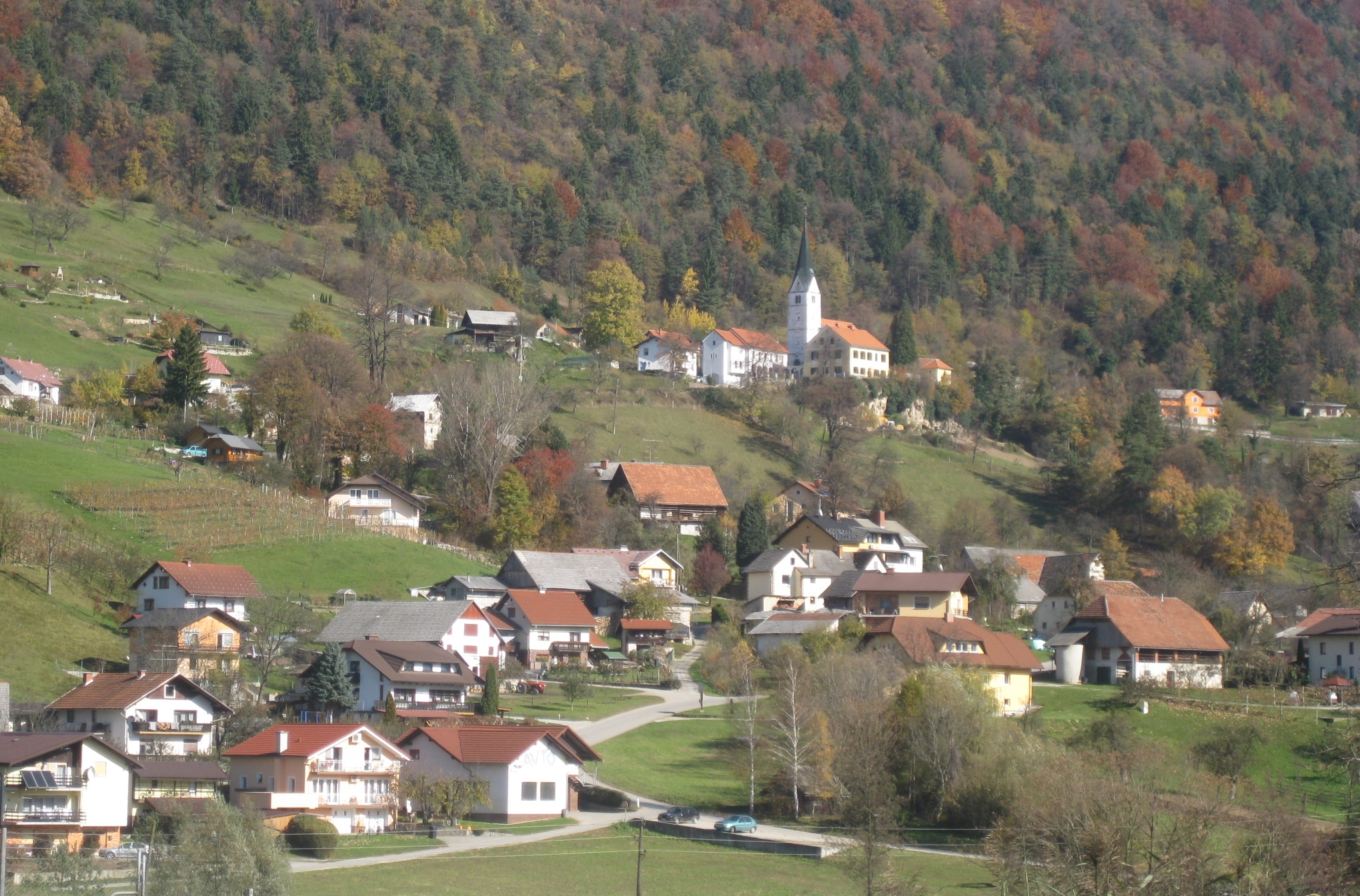